# جاك ميلور
جاك ميلور (بالإنجليزية: Jack Mellor)‏ (1 يوليو 1906 بأولدهام في المملكة المتحدة - ) هو لاعب كرة قدم بريطاني في مركز الظهير. لعب مع كارديف سيتي ومانشستر يونايتد ونادي ويتون ألبيون.

## وصلات خارجية
- جاك ميلور على موقع قاعدة بيانات كرة القدم.إي يو (الإنجليزية)